# Dornier Do 18
Le Dornier Do 18 était un hydravion allemand directement dérivé du Dornier Do J « Wal » ou Baleine, conçu en 1935 à l'origine pour la Lufthansa. En configuration civile, il établit le record de vol sans escale de 8 391 km entre Start Point (en) (Devon, Angleterre) et Caravelas (Brésil). Il servit aussi, durant la Seconde Guerre mondiale, au sein de la Luftwaffe en tant que patrouilleur maritime et avion de sauvetage en mer.

## Conception
Le Do 18 retient de son grand frère le Do 15, une coque en métal avec des ailerons stabilisateurs de chaque côté, en améliorant son aérodynamique. Le prototype Do 18a vola pour la première fois le 15 mars 1937, motorisé avec deux Junkers Jumo 5 de 540 ch en configuration push-pull. Quatre Do 18E furent améliorés avec des moteurs Junkers Jumo 205C de 600 ch.
Le sixième appareil de la Lufthansa fut le premier Do 18F à prendre l'air le 11 juin 1937 et battit le record d'endurance entre l'Angleterre et le Brésil entre le 27 et le 29 mars 1938. Il fut plus tard désigné Do 18L quand il fut modifié avec des moteurs plus puissants BMW 132N de 880 ch. Il effectua son vol inaugural avec ses nouveaux moteurs le 21 novembre 1939.

### Variantes
- Do 18D-1 : Première version militaire, équipé avec deux moteurs Jumo 205C, et armée avec une mitrailleuse MG 15 de 7,92 mm (Calibre 0.31) montée dans la tourelle de nez et la tourelle dorsale. Les autres modèles de cette version sont le Do 18D-2 et le Do 18D-3.
- Do 18G-1 : Version améliorée, équipée avec deux moteurs Jumo 205D de 880 ch, armée avec une MG 131 de 13 mm (calibre 0.51) dans la tourelle de nez, et un canon MG 151 de 20 mm dans une tourelle dorsale électrique.
- Do 18H : Version désarmée avec doubles commandes pour l'entraînement, construit en petit nombre.
- Do 18N-1 : Version désarmée pour la recherche et le secours en mer.

## Service
Le Dornier Do 18 en service au sein de la Luftwaffe était déjà jugé obsolète lorsque la Seconde Guerre mondiale éclata, mais quelques-uns servirent quand même dans des missions de reconnaissance en mer du Nord. Il se révéla très vulnérable face à des appareils lourdement armés de la RAF tels que les Short Sunderland ou les Lockheed Hudson, c'est pour cela qu'il fut très vite relégué à des missions de recherche et secours en mer.

## Pays utilisateurs
Lufthansa (Opérateur civil)
 Luftwaffe